# Инам-уль-Хак
Инам-уль-Хак (англ. Inam-ul-Haq; род. 10 ноября 1940) — пакистанский государственный деятель. Был 24-м министром иностранных дел Пакистана.

## Биография
В 2007 году президент Первез Мушарраф назначил Инама-уль-Хака министром иностранных дел государства. В то время Мохаммедмиан Сомро исполнял обязанности премьер-министра.
До назначения на должность министра иностранных дел, Инам-уль-Хак был послом Пакистана в Турции, Китае и постоянным представителем государства при Организации Объединенных Наций.